# Svjedoci
Svjedoci é um filme de drama croata de 2003 dirigido e escrito por Vinko Brešan. Foi selecionado como representante da Croácia à edição do Oscar 2004, organizada pela Academia de Artes e Ciências Cinematográficas.

## Elenco
- Leon Lučev - Krešo
- Alma Prica - Novinarka
- Mirjana Karanović - Majka
- Dražen Kühn - Barbir
- Krešimir Mikić - Joško
- Marinko Prga - Vojo
- Bojan Navojec - Barić